# Alexandr Fomič Veltman
Alexandr Fomič Veltman (rusky  Александр Фомич Вельтман, 8. červencejul./ 20. července 1800greg., Petrohrad – 11. lednajul./ 23. ledna 1870greg., Moskva) byl ruský romantický básník a prozaik švédského původu.

## Život

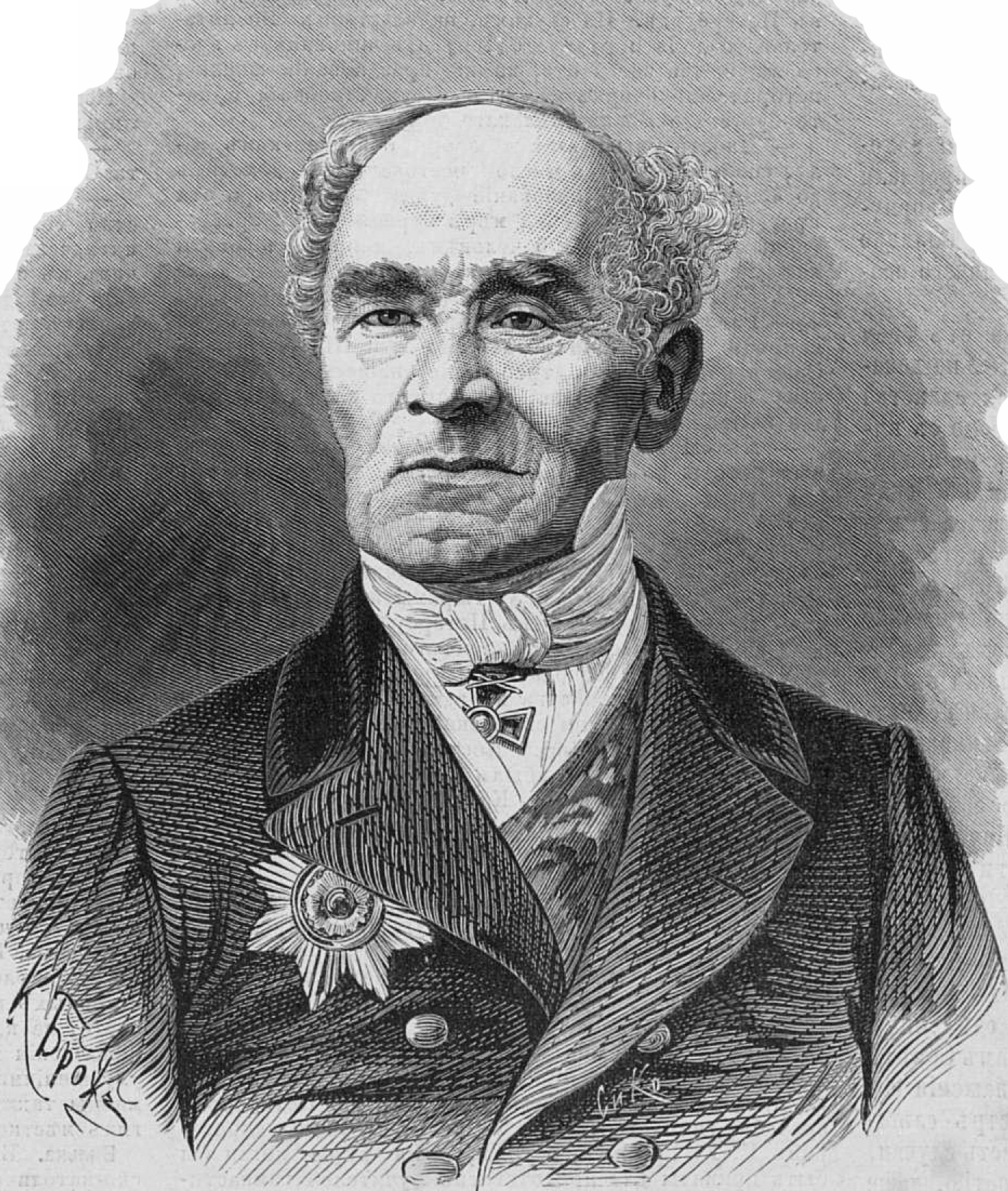
Veltman roku 1871

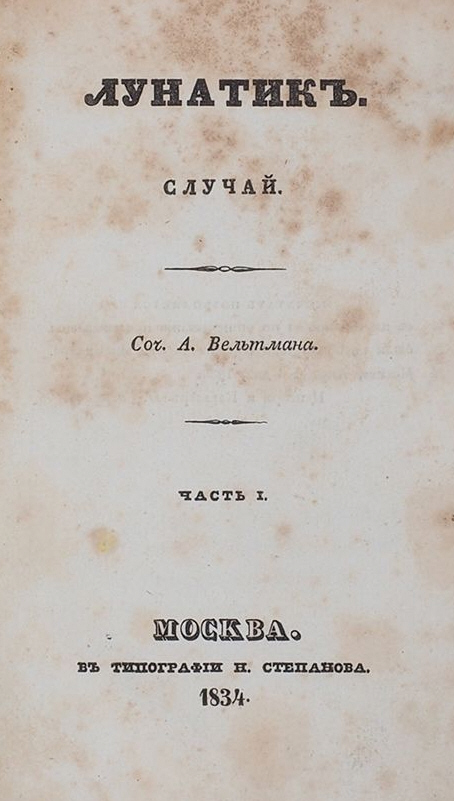
První vydání románu Lunatik z roku 1834

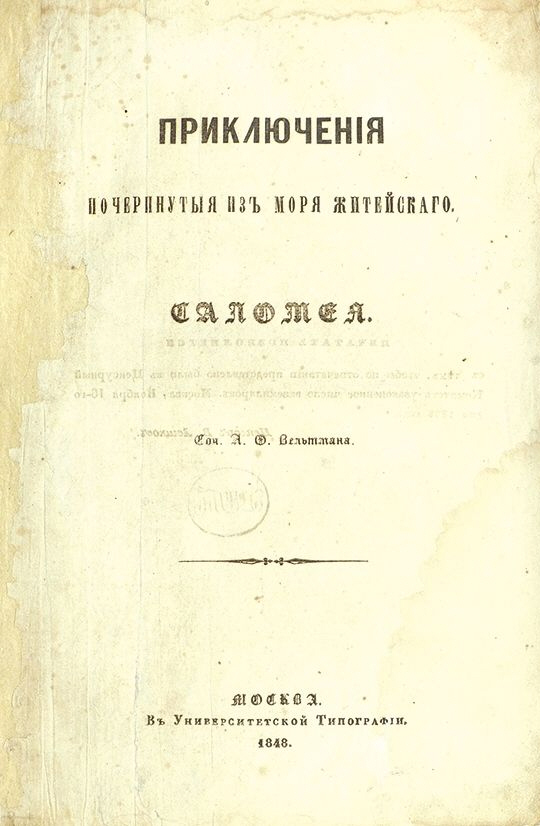
První vydání románu Salomea z roku 1848

Pocházel z chudé šlechtické rodiny švédského původu. Roku 1811 začal studovat na Šlechtické internátní škole při Moskevské univerzitě. Velký vliv na jeho duchovní vývoj mělo obsazení Moskvy Napoleonovou armádou a následný požár města roku 1812. Roku 1816 začal navštěvovat moskevskou vojenskou školu. Protože jeho rodina zůstala téměř bez prostředků, vyučoval hru na housle a vydal učebnici základů aritmetiky.
Roku 1817 ukončil své vzdělání a v hodnosti praporčíka byl odvelen do Besarábie, kde sloužil ve vojenské topografické komisi a kde se seznámil s Puškinem. Války s Tureckem v letech 1828–1829 se zúčastnil jako náčelník historiografického oddělení generálního štábu. Za svou službu ve vojsku obdržel celou řadu vyznamenání. Roku 1831 odešel v hodnosti podplukovníka z důvodu nemoci do výslužby a usadil se v Moskvě. Roku 1832 se oženil s Annou Pavlovnou Wejdelovou. Začal se zabývat etnografií a archeologií a stal se členem různých uměleckých a vědeckých spolků (Společnost milovníků ruské literatury při Moskevské univerzitě, Moskevská společnost ruských dějin a další). Od roku 1842 až do smrti pracoval nejprve jako asistent ředitele a od roku 1852 jako ředitel muzea ve Zbrojnici moskevského Kremlu. Roku 1845 byl jmenován jedním z redaktorů encyklopedie Starožitnosti ruského státu (1849–1853, Древности Российского государства) a stal se autorem textu tří z jejich šesti sekcí. Roku 1854 se stal členem-korespondentem Ruské akademie věd, roku 1869 členem Ruské archeologické společnosti.
Literární dráhu zahájil roku 1828 jako básník exotickými epickými básněmi. Úspěch mu přinesl až třídílný román Poutník (Странник), dokončený roku 1832, s rozvolněnou kompozicí po vzoru Laurence Sterneho. Jeho dílo tvoří bizarní, mravoličné i dobrodružné prózy, v nichž uplatnil poetiku, založenou na groteskním míšení fantastických a reálných motivů a na jazyku stylizovaném až k ornamentálnosti. Bývá považován za předchůdce Dostojevského a za jednoho ze zakladatelů fantastického žánru v Rusku.
Pochován je na hřbitově Novo-Alexejevského kláštera v Moskvě.

## Dílo

### Básně
- Čekání (1828, Ожидание).
- Uprchlík (1831, Беглец).
- Muromské lesy (1831, Муромские леса).
- Mohamed (1849, Мухаммед).

### Próza
- Poutník (1830-1831, Странник), třídílný román obsahující vylíčení fiktivní autorovy cesty. Jde o putování po mapě, prolínající se s putováním reálnou krajinou principem bizarních přechodů, ve kterém se projevuje propojení mikrosvěta všedních událostí s makrosvětem událostí světových. Román má rozvolněnou kompozicí po vzoru Laurence Sterneho (přerušování proudu vyprávění. disonance kompozičních elementů, hra se slovy atp.).[3]
- Rok MMMCDXLVIII: Rukopis Martina Zadeky (1833, MMMCDXLVIII год: Рукопись Мартына Задека), utopický román, odehrávající se v ideálním státě na Balkánském poloostrově.
- Trilogie ze staré Rusi (Трилогия о Древней Руси), obsahuje pseudohistorické romány, ve kterých idealizoval patriarchální středověk v duchu slavjanofilství.
  - Kostěj nesmrtelný (1833, Кощей бессмертный, былина старого времени), bylina ze staré doby.
  - Svjatoslavič, ďáblův schovanec (1835, Светославич, вражий питомец), román má podtitul zázrak z doby Vladímíra Jasného slunéčka.
  - Rajna, bulharská princezna (1843, Райна, королевна Болгарская), román o dceři bulharského cara Petra.
- Lunatik: Případ (1834, Лунатик: Случай). Hlavním hrdinou románu, jehož děj osciluje mezi snem a realitou, je mladý náměsíčný matematik, který v hořící Moskvě roku 1812 prožívá fantastická dobrodružství.
- Předkové Kalimerose. Alexandr Filipovič Makedoský (1835, Предки Калимероса. Александр Филиппович Македонский), první ruský vědeckofantastický román s popisem cestování v čase.
- Erotida (1835, Эротида), novela.
- Zuřivý Roland (1835, Неистовый Роланд), povídka prvně vydána pod názvem Provinční herci (Провинциальные актёры).
- Alenka (1836, Алёнушка), povídka.
- Povídky (1836, Повести), sbírka obsahuje povídky a novely Erotida, Zuřivý Roland a Alenka.
- Srdce a dumka (1838, Сердце и думка), román, ve kterém se prolínají fantazijní pohádkové motivy se scénami ze soudobého moskevského života a jehož fabule je založena na rozdvojení hlavní hrdinky.
- Generál Kalomeros (1840, Генерал Каломерос), román ze žánru alternativní historie.
- Povídky A. Veltmana (1843, Повести А. Вельтмана), sbírka povídek.
- Zevloun, neboli Proměny (1845, Новый Емеля, или Превращения), román, ve kterém se současný hrdina, účastník událostí z roku 1812, pohybuje ve fantastickém pohádkovém prostředí a zažívá neustálé proměny (stane se například francouzským generálem, hned zase bohatým dědicem, pak zase statkářem a vzápětí šaškem).
- Dobrodružství vylovená z moře života (Приключения почерпнутые из моря житейского), čtyřdílný cyklus románů v žánru tzv. avanturního románu (ruská pozdní varianta pikareskního románu):[4]
  - Salomea (1848, Саломея), autorovo vrcholné dílo,[1] freska ruské společnosti 1. poloviny 19. století, ve které se mísí fantastika a realita a dobrodružné prvky s mravoličnými a groteskními. Román popisuje degeneraci aristokracie, morální rozklad, cynismus a chamtivost průmyslníků a obchodníků i degradaci maloburžoazie. Na tomto pozadí se odehrávají dramatické osudy ctižádostivé, vášnivé a démonické Salomei a vychytralého dobrodruha Dmitrického.
  - Miláček osudu (1856, Баловень судьбы), přestože má hlavní hrdina románu vše, co potřebuje ke štěstí (je pohledný a bohatý a má krásnou ženu), přesto pociťuje neustálý smutek a trápí se láskou k jiným ženám.
  - Schovanka Sára (1862, Воспитанница Сара).
  - Štěstí-neštěstí (1863, Счастье-несчастье).

### Divadelní hry
- Ratibor (1841, Ратибор Холмоградский).
- Kolumbus (1842, Колумб).
- Kouzelná noc (1844, Волшебная ночь).

### Odborné práce
- Stará slovanská vlastní jména (1840, Древние славянские собственные имена).
- Pamětihodnosti moskevského Kremlu (1843, Достопамятности Московского Кремля).
- Moskevská zbrojnice (1844, Московская Оружейная палата).
- Popis nového paláce v Kremlu (1850, Описание нового дворца в Кремле).
- Studie o Svévech, Hunech a Mongolech (1856-1860, Исследования о свевах, гуннах и монголах).
- Attila a Rus 4. a 5. století (1858, Аттила и Русь IV и V века).
- Primitivní náboženství a buddhismus (1864, Первобытное верование и буддизм).

## Česká vydání
- Salomea, Lidová demokracie, Praha 1969, přeložila Anna Nováková.
- Lunatik: Případ, Odeon, Praha 1976, přeložila Nina Vangeli.
- Zuřivý Roland, povídka je obsažena v antologii Chorobopisy krutého věku, Lidové nakladatelství, Praha 1982.
- Erotida, povídka je obsažena v antologii Hráči, Lidové nakladatelství, Praha 1983.